# Frédéric Tuta
Fréderic Tuta (né en 1269 – 16 aout 1291) est un membre de la Maison de Wettin qui fut Margrave d'Osterland de 1285 jusqu'à sa mort. De 1288 jusqu'à sa mort il fut également prétendant margrave de Lusace et régent du margrave de Misnie.

## Biographie
Fréderic est le fils unique du  Landgrave Thierry de Landsberg. L'origine et la signification de son surnom « Tuta » sont imprécises. Il est possible qu'il signifie « Le Bègue ».
Après la mort de son père en 1285, il hérite de l'Osterland. En effet Thierry de Landsberg et ses frères s'étaient répartis à l'avance leur héritage. Thierry avait reçu le Margraviat de Landsberg dès 1262 pendant que Albert II obtenait la Misnie et le cadet Frédéric († 1316) Dresde en 1287.
À la mort de son grand-père  Henri III de Misnie Landgrave de Thuringe en 1288, Frédéric reçoit également l'expectative du margraviat de Lusace pendant que ses cousins, les fils de son oncle Albert II de Misnie; Frédéric le Mordu et Thierry entrent en conflit avec leur père qui voulait les déshériter en faveur de son fils illégitime.  En 1289, au cours du conflit, il acquiert une partie de la Misnie.
Frederic Tuta meurt le 16 août 1291 à l'âge de 22 ans, au château de Hirschstein après avoir mangé des cerises empoissonnées. Il disparait sans héritier masculin et ses possessions sont divisées après sa mort entre son oncle et ses cousins: Thierry IV de Lusace et Frédéric Ier le Mordu; le margraviat de Landsberg est cédé à la Maison d'Ascanie.

## Union et postérité
Frédéric avait épousé Catherine († 1310), une fille de Henri XIII de Bavière il n'eut qu'une fille Elisabeth.

## Source
- (en) Cet article est partiellement ou en totalité issu de l’article de Wikipédia en anglais intitulé « Frederick Tuta » (voir la liste des auteurs), édition du  25 avril 2014.